# Chiesa di Santa Maria Maddalena (Castelnuovo Magra)
La chiesa di Santa Maria Maddalena è un luogo di culto cattolico situato nel comune di Castelnuovo Magra, in piazza del Parlamento, in provincia della Spezia. La chiesa è sede della parrocchia omonima del vicariato della Bassa Val di Magra della diocesi della Spezia-Sarzana-Brugnato.

## Storia e descrizione

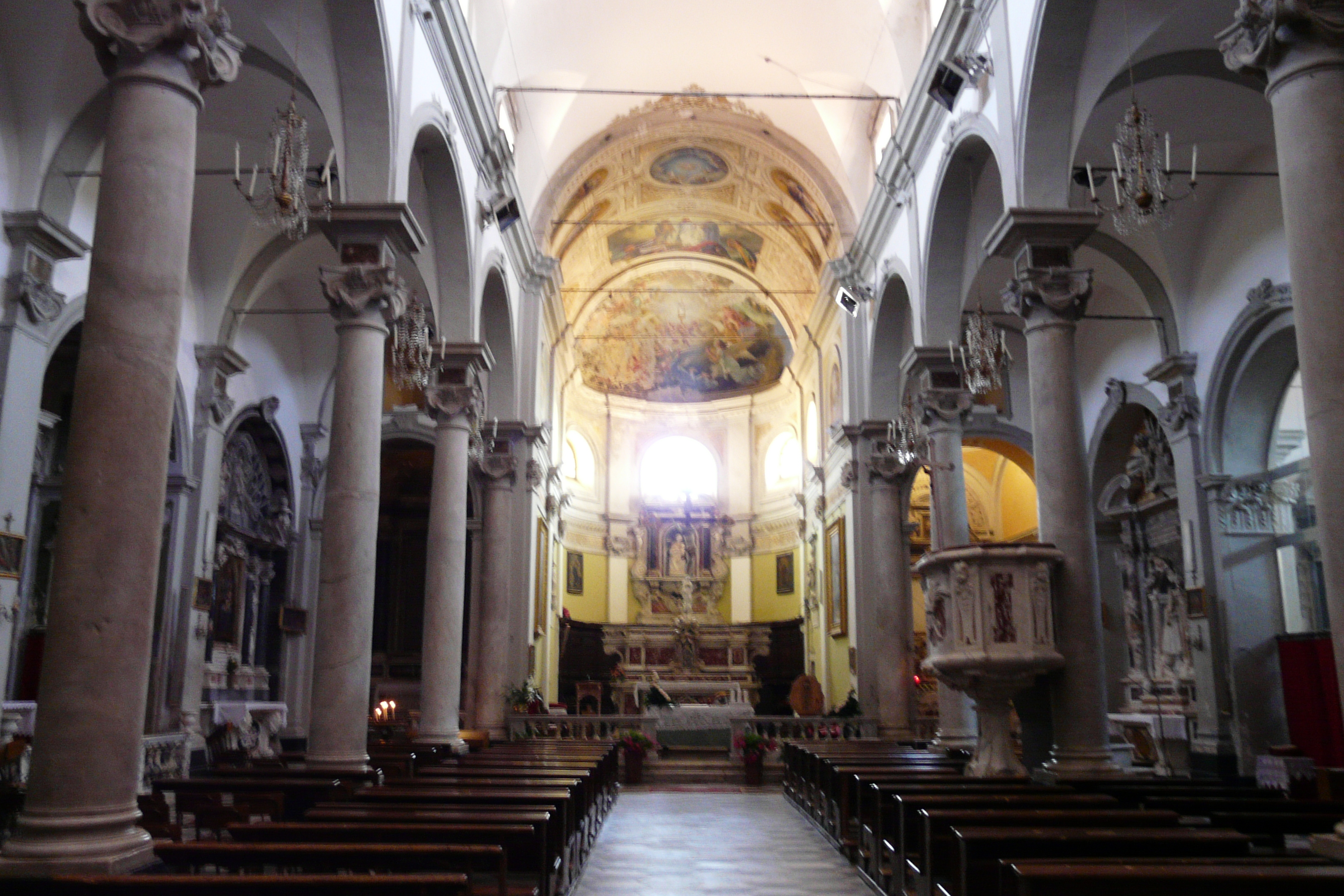
La navata centrale

La costruzione dell'odierna struttura risale al XVII secolo, in stile tardo rinascimentale, sui resti di un preesistente edificio di culto. Nella facciata, in stile barocco, è il portale decorato da un bassorilievo databile al 1671 che raffigura la Maddalena penitente e il donatore.
L'interno è costituito da tre navate divise da otto colonne in marmo di Carrara provenienti, secondo alcune fonti, dalla chiesa di Santa Maria Assunta della cittadina di Luni. La realizzazione del coro venne eseguita nel corso del XIX secolo con materiale proveniente dall'antico palazzo vescovile locale.
Nella navata destra, al terzo altare, è conservato un bassorilievo dei primi del XVI secolo ritraente il Crocifisso con la Vergine e le pie donne.
Nella cappella sinistra, all'inizio della navata, era esposto il dipinto della Crocifissione attribuito al pittore Pieter Brueghel il Giovane. Forse copia di un'analoga tavola dipinta dal padre Pieter Brueghel il Vecchio e andata dispersa l'opera, curiosamente, colpisce per la presenza di quattro croci sul monte Calvario, in un'ambientazione tipicamente fiamminga. L'opera, donata da una facoltosa famiglia e messa al riparo durante la seconda guerra mondiale per scongiurarne una possibile sottrazione, fu rubata nel 1981 e ritrovata dai Carabinieri dopo qualche mese; attualmente il dipinto è stato trasferito in un luogo più sicuro.

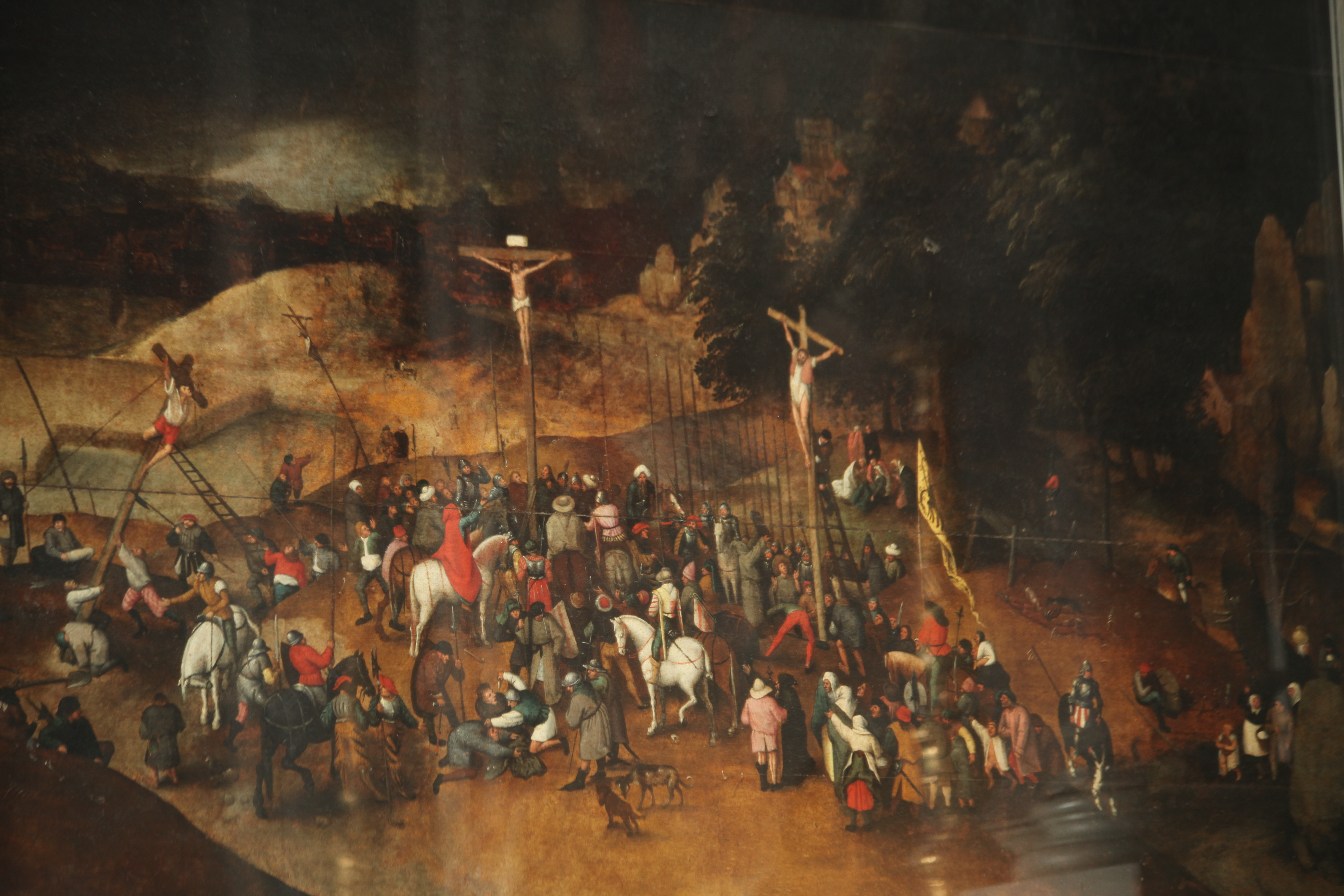
Pieter Brueghel il Giovane
Crocifissione (XVII secolo)

Nella zona absidale sono conservate le sculture della Madonna della Neve in trono col Bambino e, ai lati, le effigi della Maddalena e san Giovanni Evangelista del maestro carrarese Francesco del Mastro. Nel lato sinistro del presbiterio il dipinto della Crocifissione, attribuita originariamente al pittore Antoon van Dyck, potrebbe invece essere opera di un suo seguace genovese.
Nella navata sinistra, al terzo altare, è la tela della Madonna del Suffragio di Domenico Fiasella. Ai lati sono il rilievo della Madonna col Bambino e il bassorilievo di San Bartolomeo, santo Stefano e san Girolamo; le due opere scultoree sono databili al 1772, la prima, e al 1667 la seconda. 

Nel secondo altare il dipinto di San Fedele, patrono di Castelnuovo Magra, databile al XVIII secolo a motivo dello sfondo che ritrae proprio il borgo castelnovese di quell'epoca. Nella cappella gentilizia della famiglia Pucci troviamo una Madonna con il Bambino del pittore di origini castelnovesi Camillo Pucci.  
Sopra all'ingresso è presente un organo Serassi del XIX secolo.
Gli affreschi della volta sono opera del pittore spezzino Luigi Agretti.